# Sergiusz Sazonow
Sergiusz Siergiejewicz Sazonow, ros. Сергей Сергеевич Сазонов (ur. 13 października?/25 października 1898 w Petersburgu, zm. 1986) – Rosjanin, generał major artylerii Armii Radzieckiej i generał brygady ludowego Wojska Polskiego.

## Życiorys
W 1917 wcielony do rosyjskiej armii, w listopadzie 1917 wstąpił do Czerwonej Gwardii, a w 1918 do Armii Czerwonej. Brał udział w wojnie domowej w Rosji m.in. na Ukrainie, na Krymie i nad Donem. W 1918 został kontuzjowany w walkach. 1922 skończył wyższą szkołę wojskową. W 1926 ukończył Kijowską Szkołę Wojskową. W 1931 został dowódcą dywizjonu artylerii, a w 1937 dowódcą dywizjonu artylerii przeciwlotniczej.
4 czerwca 1940 awansował na generała majora artylerii. W latach 1941–1942 szef Obrony Przeciwlotniczej Frontu Południowego, 1942-1943 dowódca artylerii wojsk Obrony Przeciwlotniczej Frontu Południowego. Od 11 maja 1944 do końca wojny dowodził 66 Dywizją Artylerii Przeciwlotniczej Rezerwy Naczelnego Dowództwa, która wchodziła w skład 11 Gwardyjskiej Armii. Na czele tej dywizji walczył w Prusach Wschodnich. Od 1947 dowódca brygady artylerii przeciwlotniczej.
W okresie od 30 stycznia 1951 do 3 stycznia 1955 pełnił służbę w Wojsku Polskim, w stopniu generała brygady. W pierwszym roku pełnił służbę na stanowisku zastępcy dowódcy Obrony Przeciwlotniczej Obszaru Kraju do spraw artylerii. W 1952 wyznaczony został na stanowisko dowódcy Wojsk Obrony Przeciwlotniczej Obszaru Kraju. W styczniu 1955 powrócił do ZSRR.

## Orderyiodznaczenia
- Krzyż Komandorski Orderu Odrodzenia Polski (1954)
- Order Krzyża Grunwaldu III klasy
- Order Lenina
- Order Czerwonego Sztandaru (czterokrotnie)
- Order Kutuzowa II klasy